# Pan de yuca
Il Pan de yuca è un alimento a forma di panino, fatto con formaggio bianco macinato, amido di yuca setacciato, uovo, lievito e sale; che viene impastato e modellato in piccole porzioni che vengono poi cotte al forno. Si tratta di una preparazione tipica dei tropici sudamericani con nomi diversi: chipa in Argentina e Paraguay, cuñapé in Bolivia, pão de queijo in Brasile e pan de yuca in Colombia, Ecuador e Perù. La yuca è una pianta tropicale originaria dell'America centrale e del Sud America. La sua radice, chiamata anche cassava o manioca, viene macinata per ottenere una farina che può essere utilizzata per preparare il pane.

## Storia

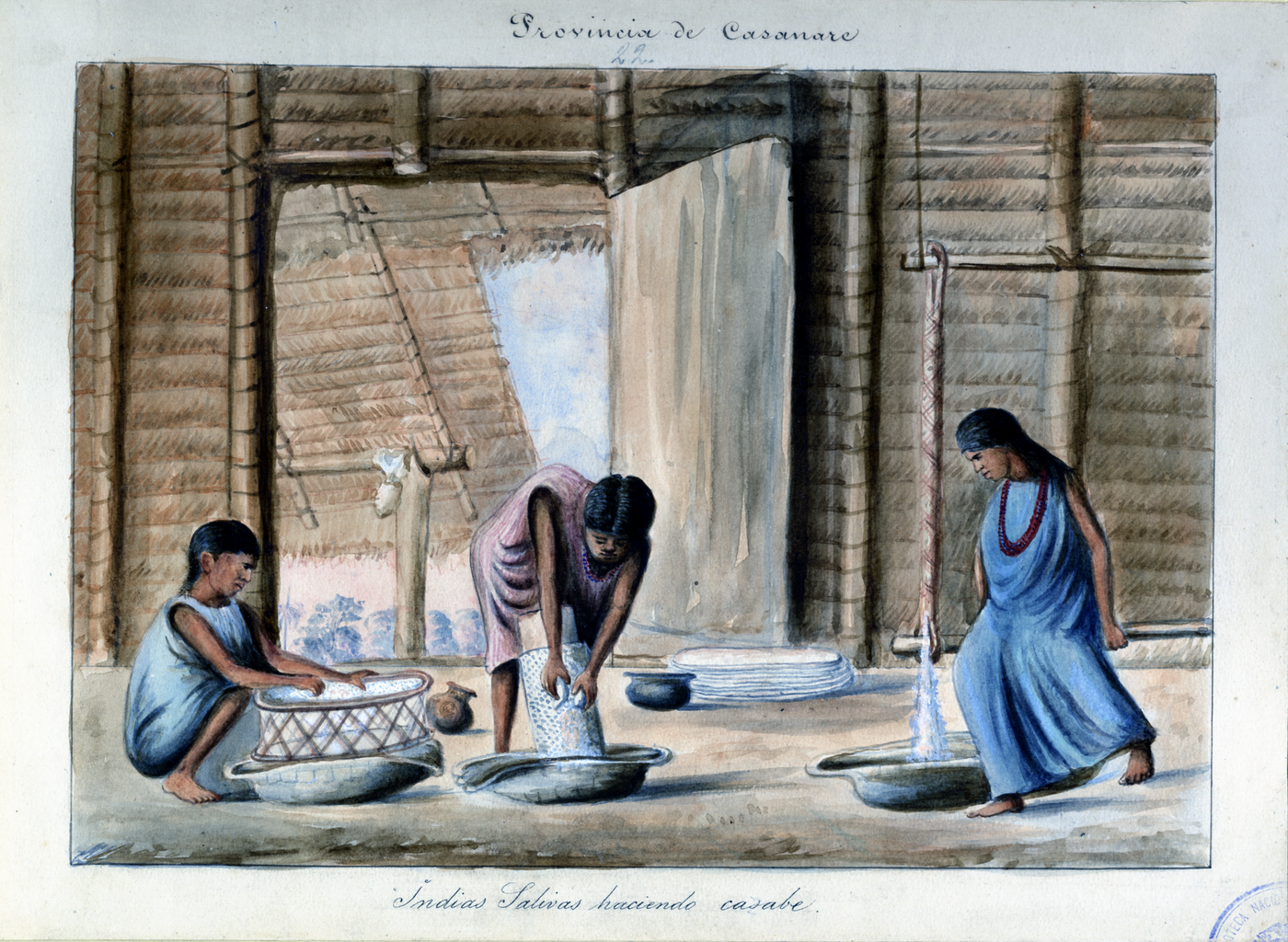
acquerello di Manuel María Paz (1856)

Un acquerello del 1856 di Manuel María Paz mostra la preparazione del pan de yuca nella provincia di Casanare.